# Thermotoga maritima
Thermotoga maritima è un microorganismo ipertermofilo e anaerobico appartenente all'ordine dei Thermotogales. Utilizza la [Fe-Fe]-idrogenasi per produrre idrogeno in forma gassosa (H2) fermentando diversi tipi di carboidrati.

## Storia
È stato inizialmente scoperto nei sedimenti di una fossa geotermale vicino a Vulcano, in Italia. Thermotoga maritima vive nelle sorgenti termali d'acqua calda (tra i 55 °C e i 80 °C), sopportando temperature di fino 90 °C. È l'unico batterio conosciuto a crescere a queste alte temperature, gli altri organismi capaci di sopravvivere a queste condizioni sono Archaea.

## Attributi fisici
T.maritima è un organismo incapace di produrre spore, di forma rotonda e classificato come batterio gram-negativo. Quando osservato al microscopio, si può osservare come sia coperto da un "carapace" conosciuto con il nome di toga. Questo microorganismo riceve il nome esattamente da questa struttura.

## Metabolismo
È un organismo fermentativo chimioorganotrofico capace di catabolizzare zuccheri e altri polimeri per produrre anidride carbonica (CO2) e idrogeno gassoso come prodotto secondario. T.maritima è anche capace di metabolizzare la cellulosa e gli xilani producendo idrogeno gassoso, questo potrebbe aprire le porte all'utilizzo di questo microorganismo come fonte rinnovabile d'energia.
Inoltre questo battere è capace di ridurre Fe(III) per produrre energia in processi di respirazione anaerobica. Varie flavoproteine sono state identificate come trasportatrici di elettroni durante la respirazione cellulare.

## Evoluzione
T.maritima contiene omologhi di vari geni riscontrati in altre specie,  suggerendo che questo battere possa presentare alcuni sistemi di internalizzazione di materiale genetico esterno, facilitando l'intercambio genetico tra diverse specie di batteri. Basandosi sull'analisi filogenetica delle unità ribosomali del smallRNA, è stato riconosciuto come T.maritima comparta una grande somiglianza con altre specie batteriane non estremofile. I lipidi di questa specie hanno una struttura unica non condivisa da altre specie batteriane.